# Sima Liang
Sima Liang (司馬亮), mort en 291, nom de courtoisie Ziyi (子翼), anciennement prince Wencheng de Ru'nan  (汝南文成王), fut brièvement régent pendant le règne de l'empereur Hui durant la dynastie Jin (266-420 ). Il était le premier des huit princes communément associés à la guerre des huit princes.

## Début de carrière
Sima Liang est né de l'union entre Sima Yi avec sa concubine, Lady Fu. Pendant les régences au sein de Cao Wei par ses frères aînés Sima Shi et Sima Zhao, Sima Liang fut un fonctionnaire de niveau intermédiaire. Après l'accession de son neveu Sima Yan au trône d'empereur Wu de Jin, il fut nommé prince de Fufeng, chargé des commandements militaires de Qin (秦州, Gansu oriental moderne) et Yong (雍州, provinces modernes du centre et du nord du Shaanxi). En 270 son général Liu Qi (劉旂) fut vaincu par le rebelle Xianbei Tufa Shujineng. Sima lui ayant laissé la vie sauve, Liu Qi, fut disgracié et perdit son poste de commandement.

## Conseiller de l'empereur
En 277, Sima Liang fut rappelé dans la capitale pour servir de haut conseiller auprès de l'empereur Wu. En 290, l'empereur, peu de temps avant sa mort, décida de laisser Yang et Sima Liang tous les deux régents. Ce qui généra un conflit et pour éviter un affrontement militaire avec Yang, Sima Liang partit pour Xuchang.

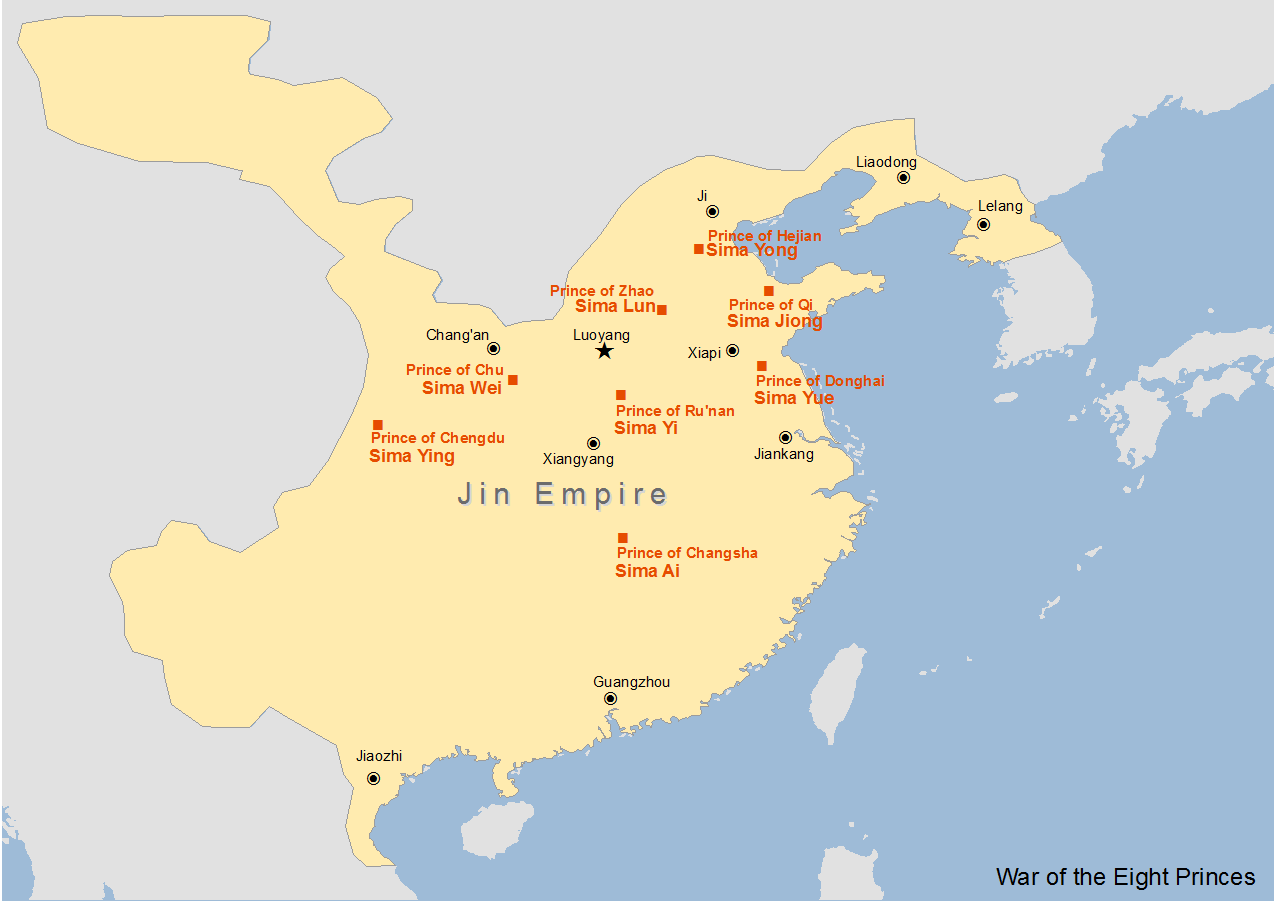
Carte de la guerre des Huit Princes

## Vieillesse
Fin avril 291, il est nommé Premier ministre (taiza) de Chine, un poste qu'il n'a occupé que quelques semaines. Fin mai de la même année, il est victime d'une tentative de coup d'État par son parent Sima Wei, agissant sous les ordres de l'impératrice Jia Nanfeng. Sima Liang, avec son héritier Sima Ju (司馬 矩), et l'autre régent, Wei Guan, ainsi que neuf de leurs enfants et petits-enfants, ont été exécutés. Dans les sources, Sima Liang faisait partie des huit princes, bien que les affrontements militaires réels appelés ce conflit n'aient commencé qu'en 300.

## Famille
- Parents :
  - Sima Yi Empereur Xuan  (chinois : 宣皇帝 司馬懿 ; pinyin : Xuan),
  - Furen, du clan Bai (chinois : 夫人 柏氏 ; pinyin : Furen du clan Bai)
- Fils :
  - Sima Fu (chinois : 趙世子 司馬荂 ; pinyin : Sima Fu; d. 301)
  - Sima Fu, Prince Jiyang (chinois : 濟陽王 司馬馥 ; pinyin : Sima Fu ; d. 301)
  - Sima Qian, Prince Ruyin (chinois : 汝陰王 司馬虔 ; pinyin : Sima Qian ; d. 301)
  - Sima Xu, Marquis Bacheng (chinois : 霸城侯 司馬詡 ; pinyin : Sima Xu ; d. 301)